# Wes Wilson
Pour les articles homonymes, voir Wilson.
Wes Wilson, de son vrai nom Robert Wesley Wilson, né le 15 juillet 1937, à Sacramento en Californie, et mort le 24 janvier 2020 est un des maîtres de l'affiche de Rock psychédélique des années 1960. Psychédélique du grec psyché âme et dêlos visible. Ce terme fut employé pour la première fois par le psychiatre Humphry Osmond pour décrire les actions que les drogues hallucinogènes produisent sur la conscience en modifiant les sensations visuelles et auditives.
Il symbolise à travers son graphisme, la contre-culture de l'époque.

## Biographie
Wes Wilson, généralement reconnu comme un représentant majeur de l'affiche de concert de rock des années 1960, est né sous le nom de Robert Wesley Wilson, le 15 juillet 1937, à Sacramento en Californie.
Il grandit sans intérêt spécial pour le design graphique présent à cette époque. Cependant, il possédait un intérêt grandissant pour la nature et le plein air, il étudia la sylviculture et l'horticulture dans une université à Auburn en Californie. Il rejoignit ensuite l'armée de l'état de San Francisco, mais se retira en 1963, alors que son commandant commençait la philosophie.
Wilson conçu son tout premier poster en 1965, il l'intitula Are We Next?. Il y laisse clairement apparaître une swastika dans le motif du drapeau américain, ce qui marquera sa protestation face l'implication toujours croissante des américains dans la guerre du Viêt Nam. Ceci étant l'exemple clair de ses opinions politiques ainsi que de son besoin d'expression et d'implication au sein de la société.
Les débuts de Wilson sur la scène de Bay Area à San Francisco se firent par hasard. Ce fut entre la fin de 1965 et le début 1966, à cette période San Francisco voyait apparaître la culture alternative. Wes Wilson, qui avait un talent naturel pour l'art et l'impression, Bob Carr le prit alors sous son aile pour le former dans sa petite entreprise Contact printing. Carr avait des contacts développés sur tout San Francisco, que ce soit dans le secteur de la poésie ou encore sur la scène jazz. Un milieu alors en pleine mutation grâce à la nouvelle culture émergente. Wilson devint ensuite l'assistant et l'associé de Carr. Il fut alors chargé du design de base. Puis il imprima des prospectus pour les levées de fonds de San Francisco Mime Troup, les prétendues Appeal parties, aussi bien que pour Merry Prankster Acid Tests. San Francisco Mime Troup et Merry Prankster Acid Tests furent liées avec la scène de dancing émergente à la suite de cette série de concerts de levées de fonds. De cette façon, les deux troupes créèrent un pont  entre les nouveaux lieux de danse, comme la Salle de danse Avalon et la Salle Fillmore, l'entreprise de Wilson, Contact Printing.
Wilson conçut le prospectus du tout premier Trips Festival (Festival du voyage), qui est maintenant considéré comme un des événements qui auraient marqué les débuts de la scène émergente de San Francisco. 
Peu de temps après, Wilson faisait des affiches de spectacles, pour le producteur Chet Helms. D'autre part, Wilson conçut le logo original pour Family Dog Production. Helms continua à l'utiliser comme artiste principal pour la programmation de la salle de danse Avalon. Bientôt il commença aussi à concevoir des affiches pour Bill Graham et la salle Fillmore. Après plusieurs mois, il arrêta de produire pour la salle de danse de Chet Helms et se concentra presque exclusivement sur les affiches pour les événements de Bill Graham.
D'après Michael Erlewine, Wilson en aurait décidé ainsi pour la simple raison que Chet Helms lui imposait un thème autour duquel il improvisait, tandis que Bill Graham donnait libre cours à ses idées, sans poser une quelconque thématique. Il aurait alors profité de ses libertés artistiques pour laisser apparaître les maîtres qui l'auraient alors inspiré tels que Alfons Mucha, Van Gogh, Gustav Klimt et Egon Schiele. Sur cette même période, un ami lui montra une copie d'une affiche de 1908 faite par l'artiste sécessionniste viennois, Alfred Roller. Dans son travail, Wilson intégrera un style typographique fortement inspiré de cet artiste, il y ajoutera plus de déformations et de mouvement. C'est à partir de ce lettrage toujours plus illisible que le design de l'époque prit un nouveau tournant.
Wilson développa donc son style du psychédélique. Il s'amusa donc à remplir tout l'espace disponible par le lettrage en créant avec celui-ci des formes à l'aspect liquide. Cette caractéristique deviendra ensuite une norme dans le domaine de l'affiche psychédélique. Wilson a aidé à mettre le psychédélique dans l'art. Le premier exemple clair de cela fut l'affiche BG-18, faite pour un spectacle en association avec la salle Fillmore. Un fond vert uni sur lequel des flammes rouges dessinent des lettres. Avec cette affiche est venu un nouveau concept dans l'art de ce temps, sûrement était-ce la première vraie « affiche psychédélique ».
Ainsi, à la fin de 1966, Wilson a créé une affiche pour le lieu Winterland, intitulée The Sound. Elle combine les deux principaux aspects du style de Wilson qui sont indubitablement  sa capacité à remplir tout l'espace disponible de lettres vibrantes et son admiration pour la forme féminine. Les nus féminins de Wilson sont caractéristiques de la période.
En résumé, il semble évident que l'affiche psychédélique a été définie par Wes Wilson durant l'été de 1966. Wilson aurait alors régné en maître absolu parmi les artistes créateurs d'affiche, sur cette période. Avant le milieu de 1967, bon nombre d'artistes se sont cassé les dents en tentant de reprendre le style de Wilson par le lettrage et les formes mouvantes. Wilson finit par rompre son contrat d'artiste attitré au Fillmore, à la suite de désaccords avec Bill Graham et à un problème de rémunération. Wilson fit sa dernière affiche pour Bill Graham en mai 1967, bien qu'il ait continué à produire des affiches pour un certain nombre d'autres lieux, y compris plusieurs plus pour la salle de danse Avalon.
En 1968, Wilson fut surpris d'apprendre qu'il devait recevoir une récompense de 5 000 $ par la Dotation nationale pour les Arts pour ses « contributions à l'Art américain ».
En fait, Wilson, que l'on a considéré comme un leader, sinon l'artiste clef de la scène d'affiche psychédélique, eut droit à des articles dans des magazines majeurs tels que Life et Time ainsi que d'autres magazines de variété. Wilson a aussi créé une nouvelle technique dans l'émaillage du verre en tant qu'art et a développé un style d'aquarelle, qui a été bien reçu à son exposition individuelle à San Francisco en 1973. Puis, en 1976, Wilson partit vivre avec sa famille à Missouri Ozarks, pour y gérer une ferme d'élevage de bétail.
Avec la publication du livre d'affiche, maintenant classique, l'Art du Rock, Wilson a été invité, en 1989, à exposer son travail d'affiche au Musée d'art de Springfield (Ohio). À la suite du succès important de cette exposition, Looking Back: Rock Posters of the 1960s by Wes Wilson, l'intérêt pour le travail d'affichiste de Wilson fut rallumé et il continua à créer et publia Off the wall un journal qui traite en profondeur de l'art de l'affiche et des idées contemporaines. Édité neuf fois, il serait maintenant épuisé. Wilson était aussi le producteur exécutif de trois expositions d'art Rock, des grandes conventions d'affiche ayant lieu sur la Côte Ouest. Au cours des années, Wilson a aussi certaines fois été exposé dans des galeries, tant avec ses classiques qu'avec ses œuvres contemporaines.
Aujourd'hui, Wes Wilson crée des peintures, mais continue de faire de temps à autre de nouvelles affiches. Il a six enfants et dix petits-enfants jusqu'ici. Lui et son épouse Eva, depuis plus de 40 ans, qui est maintenant  docteur en psychologie, vivent toujours dans leur ferme dans le sud-ouest du Missouri.

## Le graphisme psychédélique
Au centre de la contre culture, les affiches sont à la limite de la lisibilité, elles s'opposent  à la rigueur des affiches publicitaires vantant les produits de la société de consommation. À l'époque, la photographie étant devenue la base de la publicité, tandis que le graphisme psychédélique, lui, est fait à la main et se base plutôt sur un concept d'illustration.
Les affiches de ce mouvement se réclament d'une esthétique nouvelle: les couleurs flashies et chaudes, les formes mouvantes et la densité du motif qui envahit l'espace traduisent la vision psychédélique, à la suite de la prise de LSD. En se nourrissant d'images populaires, religieuses, hindoues, gothiques ou même des classiques de l'art, les graphistes de San Francisco parviennent, sous l'influence marquée de l'Art nouveau, de ses arabesques et de son ornement floral mais également de l'Op Art, du Jugendstil sur le graphisme psychédélique, à créer un style tout à fait original, totalement révolutionnaire insistant sur des couleurs brillantes et des typographies ondoyantes poussées à la limite de la lisibilité ; symboles de l'esprit hippie qui anime alors la jeunesse américaine, ces affiches apparaissent comme le résultat d'expérimentations tant graphiques et artistiques que sensorielles incarnant ainsi les aspirations d'une génération qui revendique le rock, la liberté individuelle, un ensemble de refus et d'espoirs.
Wes Wilson affiche des travaux clairement influencés par Alfons Mucha, avec une profusion d'éléments décoratifs, de traits continus et sinueux variant d'épaisseur, ainsi que la présence de figures féminines très sensuelles. On retrouve aussi l'influence de Van Gogh, Gustav Klimt et Egon Schiele. La typographie, elle, s'inspire largement d'Alfred Roller.

## Quelques œuvres
- (The Grateful Dead, Big Mama Mae Thornton, Tim Rose, Hey Joe) Décembre 9-10-11 Fillmore Auditorium, 1966
- (the Byrds, Moby Grape, Andrew Staples) Mars 31, Winterland- Avril 1-2 Fillmore Auditorium, 1967
- (Chuck Berry, The Grateful Dead, Johnny Talbot and De Thangs) Mars 17-18, Winterland - Mars 19 Fillmore Auditorium, 1967
- (Moby Grape, The Chambers Brothers, The Charlatans) Mars 24-25 Winterland - Mars 26 Fillmore, 1967
- (the Grateful Dead, The Paupers, Collage) Mai 5-6, Fillmore Auditorium, 1967